# Santa Rosa (La Pampa)

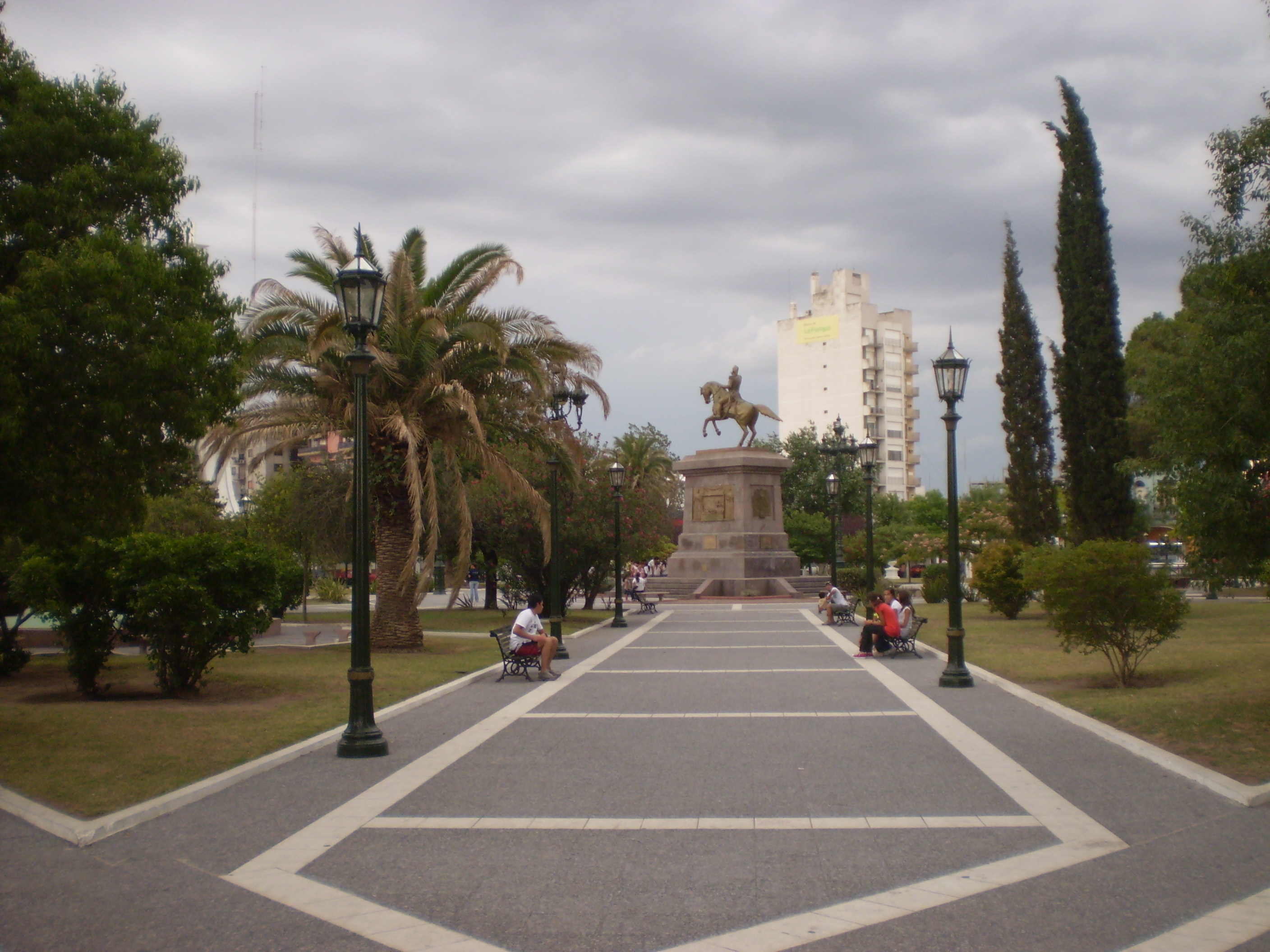
Santa Rosa

Santa Rosa de Toay je hlavní město provincie La Pampa v centru Argentiny. Má 102 610 obyvatel (stav k 1. lednu 2005).
Město bylo založeno v roce 1892 Tomasem Masonem. Ve druhé polovině 20. století se rozvinulo na relativně významné zemědělské centrum, ale stále je ještě jedním z nejmenších hlavních měst argentinských provincií, po městech Rawson, Ushuaia a Viedma. Žije zde více než čtvrtina obyvatel provincie.